# Eugène Martin
Eugène Martin (24 de março de 1915 – 12 de outubro de 2006) foi um automobilista francês que participou dos Grandes Prêmios da Inglaterra e da Suíça em 1950.